# К-21 (1940)
| К-21                                                                                        | К-21                                                                             | К-21                                                                             |
| ------------------------------------------------------------------------------------------- | -------------------------------------------------------------------------------- | -------------------------------------------------------------------------------- |
|                                                                                             |                                                                                  |                                                                                  |
|                                                                                             |                                                                                  |                                                                                  |
| Схема підводного човна типу «Крейсерська»                                                   |                                                                                  |                                                                                  |
| Під прапором                                                                                | Військово-морський флот СРСР                                                     | Військово-морський флот СРСР                                                     |
| Порт приписки                                                                               | Полярний                                                                         | Полярний                                                                         |
| Закладений                                                                                  | 10 грудня 1937                                                                   | 10 грудня 1937                                                                   |
| Спуск на воду                                                                               | 16 серпня 1939                                                                   | 16 серпня 1939                                                                   |
| Введений до складу флоту                                                                    | 30 листопада 1940                                                                | 30 листопада 1940                                                                |
| На службі                                                                                   | 1940—1954                                                                        | 1940—1954                                                                        |
| Сучасний статус                                                                             | 11 вересня 1954 року знятий з озброєння                                          | 11 вересня 1954 року знятий з озброєння                                          |
| Бойовий досвід                                                                              | Друга світова війна Кампанія в Арктиці Арктичні конвої                           | Друга світова війна Кампанія в Арктиці Арктичні конвої                           |
| Нагороди                                                                                    | Орден Червоного Прапора                                                          | Орден Червоного Прапора                                                          |
| Проєкт                                                                                      |                                                                                  |                                                                                  |
| Тип ПЧ                                                                                      | крейсерський дизель-електричний торпедний підводний човен                        | крейсерський дизель-електричний торпедний підводний човен                        |
| Розробник проєкту                                                                           | завод № 194, Ленінград                                                           | завод № 194, Ленінград                                                           |
| Основні характеристики                                                                      |                                                                                  |                                                                                  |
| Швидкість (надводна)                                                                        | 22,5 вузли (42 км/год)                                                           | 22,5 вузли (42 км/год)                                                           |
| Швидкість (підводна)                                                                        | 10 вузлів (18 км/год)                                                            | 10 вузлів (18 км/год)                                                            |
| Робоча глибина занурення                                                                    | 80 м                                                                             | 80 м                                                                             |
| Гранична глибина занурення                                                                  | 100 м                                                                            | 100 м                                                                            |
| Автономність плавання                                                                       | 50 діб                                                                           | 50 діб                                                                           |
| Екіпаж                                                                                      | 67 осіб (10 офіцерів і 57 матросів)                                              | 67 осіб (10 офіцерів і 57 матросів)                                              |
| Розміри                                                                                     |                                                                                  |                                                                                  |
| Довжина найбільша (по КВЛ)                                                                  | 97,7 м                                                                           | 97,7 м                                                                           |
| Ширина корпусу найб.                                                                        | 7,4 м                                                                            | 7,4 м                                                                            |
| Середня осадка (по КВЛ)                                                                     | 4,04 м                                                                           | 4,04 м                                                                           |
| Водотоннажність надводна                                                                    | 1 490 т                                                                          | 1 490 т                                                                          |
| Водотоннажність підводна                                                                    | 2 104 т                                                                          | 2 104 т                                                                          |
| Силова установка                                                                            |                                                                                  |                                                                                  |
| дизель-електрична; 2 × дизельних двигуни 9ДКР дизель-генератор 38К8 2 × електродвигуни ПГ11 |                                                                                  |                                                                                  |
| Гвинти                                                                                      | 2                                                                                | 2                                                                                |
| Потужність                                                                                  | 2 × 4200 к.с. (дизелі) 800 к.с. (дизель-генератор) 2 × 1200 к.с. (електродвигун) | 2 × 4200 к.с. (дизелі) 800 к.с. (дизель-генератор) 2 × 1200 к.с. (електродвигун) |
| Озброєння                                                                                   |                                                                                  |                                                                                  |
| Артилерія                                                                                   | 2 × 102-мм корабельні гармати Б-24БЛ                                             | 2 × 102-мм корабельні гармати Б-24БЛ                                             |
| Торпедно- мінне озброєння                                                                   | 6 носових та 4 кормові ТА калібру 533-мм (24 торпеди) 20 мін                     | 6 носових та 4 кормові ТА калібру 533-мм (24 торпеди) 20 мін                     |
| ППО                                                                                         | 2 × 45-мм напівавтоматичні гармати 21-К                                          | 2 × 45-мм напівавтоматичні гармати 21-К                                          |

К-21 — радянський великий дизель-електричний підводний човен серії XIV, типу «Крейсерська», що входив до складу Військово-морського флоту СРСР за часів Другої світової війни. Закладений 10 грудня 1937 року на верфі заводу № 194 у Ленінграді під будівельним номером 108. 16 серпня 1939 року спущений на воду. 30 листопада 1940 року корабель увійшов до строю, а 3 лютого 1941 року включений до складу Балтійського флоту ВМФ СРСР. Першим командиром став капітан-лейтенант Жуков Аркадій Олександрович.
За часи німецько-радянської війни човен здійснив 12 бойових походів і 6 мінних постановок.

## Історія служби
Навесні 1941 року К-21 включили до складу загону кораблів ЕОН-11, який здійснював перехід до Північного флоту. 8 червня 1941 року човен, який розвантажили, знявши з нього частину приладів і механізмів, вирушив Біломорсько-Балтійським каналом на північ. До початку війни К-21 встигнув пройти Ладогу і Онезьке озеро. Ранок 22 червня застиг корабель у першого шлюзу Біломорканалу в Повенца.
Протягом перших ночей війни німецька авіація бомбардувала шлюзи Біломорканалу, зумівши завдати їм серйозні ушкодження, які виключали прохід кораблів. 6 серпня підводний човен продовжив рух, 24 серпня прибувши в Бєломорськ. Лишень 6 вересня корабель перейшов до Архангельська, де на заводі «Червона Кузня» на субмарину повернули все те, що було знято з неї перед переходом на Північ. 10 вересня К-21 був зарахований до складу Навчальної бригади ПЧ Біломорської флотилії.
23 жовтня човен попрямував у Полярне, на переході в гирлі Білого моря К-21 був виявлений німецьким ПЧ U-576. Ввечері того ж дня підводний човен прибув у Полярне, де увійшов до складу 1-го дивізіону бригади ПЧ Північного флоту.

### Атака на «Тірпіц»
27 червня 1942 року К-21 капітан 3-го рангу Лунін М. О. отримав наказ зайняти бойову позицію для прикриття конвою PQ 17. Пізніше підводний човен отримав радіограму, в якій повідомлялося, що німецька ескадра, що складалася з лінкора «Тірпіц», важкого крейсера «Адмірал Шеєр» та кількох есмінців, рушить на перехоплення колони транспортного конвою PQ 17. К-21 розпочав пошуки ворожої ескадри.
5 липня о 16:33 акустики почули шум гвинтів, що наближається. Ескадра йшла протичовновим зиґзаґом. Першими кораблями, які можна було побачити, були есмінці типу 1936 року, які прикривали «Тірпіц» і крейсер «Адмірал Шеер» від можливих атак підводних човнів. Командир К-21 вирішив атакувати. К-21 обійшов захисний бар'єр есмінців і увійшов усередину похідного ордеру ескадри. Наблизившись до відстані майже 18-20 кабельтових, підводний човен випустив з кормових торпедних апаратів у бік «Тірпіца» чотири торпеди. Акустик та члени екіпажу у відсіках підводного човна почули два вибухи, однак після війни історики в німецьких документах не знайшли ніяких доказів торпедних атак радянського підводного човна. Більш того, німці навіть не помітили атаки ворожого підводного човна. Історик М. Є. Морозов висунув гіпотезу про неможливість ураження лінкору торпедами, і пояснив причину вибухів, роз'яснивши, що торпеди рано підірвались.

## Судна, затоплені К-21
| Дата              | Судно (корабель) | Належність  | Тоннаж    | Тип                             | Прим.            |
| ----------------- | ---------------- | ----------- | --------- | ------------------------------- | ---------------- |
| 21 листопада 1941 | Bessheim         | Норвегія    | 1 774 GRT | Вантажне судно                  | Підрив на міні   |
| 21 січня 1942     | Ingøy            | Норвегія    | 15 GRT    | Риболовецьке судно              | Вогонь артилерії |
| 9 липня 1942      | UJ-1110          | Крігсмаріне | 527 GRT   | Мисливець за підводними човнами | Підрив на міні   |
| 12 лютого 1943    | н/д              | Норвегія    | н/д       | Риболовецьке судно              | Вогонь артилерії |
| 12 лютого 1943    | н/д              | Норвегія    | н/д       | Риболовецьке судно              | Вогонь артилерії |
| 12 лютого 1943    | н/д              | Норвегія    | н/д       | Риболовецьке судно              | Вогонь артилерії |
| 12 лютого 1943    | н/д              | Норвегія    | н/д       | Риболовецьке судно              | Вогонь артилерії |
| 12 квітня 1943    | н/д              | Норвегія    | н/д       | Риболовецьке судно              | Вогонь артилерії |
| 12 квітня 1943    | н/д              | Норвегія    | н/д       | Риболовецьке судно              | Вогонь артилерії |
| 12 квітня 1943    | н/д              | Норвегія    | н/д       | Риболовецьке судно              | Вогонь артилерії |
| 12 квітня 1943    | н/д              | Норвегія    | н/д       | Риболовецьке судно              | Вогонь артилерії |
| 22 квітня 1943    | Duna             | Третій Рейх | 1 926 GRT | Вантажне судно                  | Підрив на міні   |
| 14 вересня 1943   | Frei             | Норвегія    | 40 GRT    | Риболовецьке судно              | Вогонь артилерії |
| Загалом:          | Загалом:         | Загалом:    | 4 282 GRT |                                 |                  |